# Сурская культура
Сурско-днепровская культура (Сурская культура) — археологическая культура раннего неолита, распространённая в районе Днепровских порогов. Датируется V — началом IV тысячетелий до н. э.

## Происхождение и исследование
Сурско-днепровская культура сложилась на основе местной кукрекской культуры эпохи мезолита.
Поселения обнаружены на островах Сурской, Шулаев, Стрильча Скеля (Стрелецкая скала) вблизи села Валашское на Днепре (у города Днепр), острове Виноградный к северу от Запорожья и др. Отдельные памятники данной культуры известны в Приазовье (Каменная Могила), на реке Орель и на Северском Донце. В целом обнаружено более 20 стоянок с сурской керамикой, погребения неизвестны. Лучше всего исследованы поселения на островах Сурском и Шулаевом, где археологи раскопали полуземляночные жилища.
Памятники, родственные сурским, известны в Крыму (Таш-Аир, Замиль-Коба, Кая-Арасы) и в низовьях Дона (станица Раздорская), где они выделяются в отдельные культурные типы.
В начале IV тыс. до н. э. население сурской культуры в Надпорожье было вытеснено носителями днепро-донецкой культуры, пришедшими сюда с более северных территорий Поднепровья.

## Периодизация
Поселения периода формирования сурско-днепровской культуры находились на берегах речек (Васильевка, Собачки).
Следующий период является островным. К нему относятся памятники, которые определяют этнографическую и историческую специфику культуры. Это поселения на островах: Виноградный, Похилый, Волчок, Шулаев, Кизлевый, Сурский, Кодачек и др.; а также ряд поселений на правом берегу Днепра — напротив острова Кодачек и поселения в устье р. Самары напротив Днепропетровска.
В поздний период встречаются поселения двух типов:
- береговые, например, следы поселений в урочище Собачки, на Вольном пороге, два поселения игреньской группы (Игрень V, IV), поселения на острове Дамском.
- островные, располагавшиеся на небольших, удобных для обороны островах (Волчок, Средний Стог, Стрелецкая Скала). В этот период также появляется керамика с гребневым орнаментом, характерная для днепро-донецкой культуры. Указанные изменения свидетельствуют, что в истории сурско-днепровских племён наступил критический момент — появление могущественного претендента на их территорию — племён днепро-донецкой культуры.[1]

## Хозяйство
Неолитические формы хозяйства носители этой культуры сочетали с традиционными способами добычи пропитания, в частности, охотой и рыбалкой. Летом эти племена селились на берегах речек, изобиловавших рыбой. Рядом на лугах выпасался скот. На местах поселений обнаружены кости сельскохозяйственных животных — быка и свиньи.
Скотоводству, как свидетельствуют находки, уделялось больше внимания, чем земледелию. Земледелие с трудом приживалось в степной полосе. Местная почва была плодородной, однако её ручная обработка была крайне непростой. В то же время, привлекательность степных просторов состояла в наличии пастбищ, что и обсуловило в этом регионе приоритетное развитие скотоводства.

## Орудия труда
Для Сурско-днепровской культуры характерны микролитические изделия из кремня, орудия для обработки древесины (топоры, тёсла и крупные скрёбла), разнообразные остродонные сосуды. Из раскопок стоянок происходит масса костяных предметов — кинжалы, крюки, наконечники стрел, гарпуны и др. Такого количества разнообразных изделий из кости не знала ни одна другая неолитическая культура на территории Украины.

## Керамика
Керамика своеобразная, преимущественно остродонная, выполненная из хорошо очищенной глины (иногда с примесями толчёных раковин). Орнамент прочерченный или ямочный. Характерной для данной культуры является также каменная посуда — остродонная или в виде лоханок, иногда украшенная врезным орнаментом. У других культур на территории Украины он не встречается, поэтому является важным этнографическим признаком сурских племён.

## Крупнейшие археологические находки
- Сурская стоянка
- Шулаевская стоянка